# انفجارات كوندوغا 2018
انفجارات كوندوغا 2018 يوم الجمعة 16 فبراير 2018، وقع تفجير انتحاري ثلاثي في كوندوغا في ولاية بورنو شمال شرق نيجيريا. فجر انتحاريان متفجرتهما في سوق مزدحم للأسماك حوالي الساعة 8:30 مساءً. بعد أربع دقائق انفجر قاذف ثالث في مكان قريب.
قتلت الهجمات ما بين 17 و22 شخصًا وجرحت ما بين 22 و70. كانت إحدى المفجرين أنثى والاثنان الآخران من الذكور. تم نقل المصابين في الهجوم إلى مستشفى في مايدوجوري.
لم يتم الإبلاغ عن الحادث حتى اليوم التالي. لم يعلن أحد مسؤوليته عن الهجوم لكن جهاديي بوكو حرام نفذوا هجمات كبيرة في كوندوغا من قبل (بما في ذلك مجازر في يناير وفبراير 2014) ومنذ ذلك الحين (بما في ذلك تفجير انتحاري ثلاثي في يونيو 2019).